# Order Zulfaghara
Order Zulfaghara, Order Miecza Alego (pers. ‏Nešān-e Zu’l-faqār نشان ذوالفقار‎) – najwyższe wojskowe odznaczenie irańskie, ustanowione 10 kwietnia 1925 przez szacha Rezę z dynastii Pahlawi, nawiązujące swoją nazwą do jednego z najstarszych symboli islamu – Zulfikara, miecza należącego do Alego ibn Abi Taliba, zięcia i przybranego syna proroka Mahometa. Przyznawany był wyłącznie w przypadku wojen toczonych z zagranicznymi państwami. Nagradzani nim mogli być irańscy oficerowie, podoficerowie i żołnierze w oparciu o szczegółowy regulamin odznaczenia. Po obaleniu dynastii Pahlawich przez irańską rewolucję islamską w 1979, został zlikwidowany przez nowy rząd proklamowany przez ajatollaha Chomejniego. W latach 90. XX wieku ustanowiono nowy wojskowy Medal Zulfaghara będący jednak innym odznaczeniem.

## Historia
W Iranie nie istniały klasyczne ordery w europejskim rozumieniu tego słowa (tj. jako tradycja oparta na dziejach struktur rycerskich lub arystokratycznych, w której obrzędowość wskazywała na organizację orderu), a jedynie odznaczenia w formie medali lub dekoracji, takich jak odznaka i akcesoria (gwiazda, wstęga itp.).
W 1856 szach Persji Naser ad-Din Szah Kadżar ustanowił nowe odznaczenie, pod nazwą Order Portretu Przywódcy Wiernych (Nešān-e Temtāl-e Amīr-al-Mo’menīn), na pamiątkę udanego oblężenia i odzyskania afgańskiego miasta Heratu w 1856 podczas wojny brytyjsko-perskiej, będącej częścią rywalizacji pomiędzy Cesarstwem Rosyjskim a Imperium Brytyjskim o panowanie nad Azją Środkową, zwanej Wielką Grą. Został zniesiony po śmierci Mozaffara ad-Din Szaha Kadżara w 1905, a 11 sierpnia 1922 roku przywrócony przez Ahmada Szaha, ostatniego szacha z dynastii Kadżarów.
W dwa lata później (19 kwietnia 1924), zgodnie z życzeniem nowego ministra wojny Rezy Chana Sardara Sepaha, który przeprowadził zamach stanu obalając poprzedni rząd, szach Ahmad utworzył Order Sepaha (Nešān-e Sepah), który przeznaczony był dla żołnierzy, którzy podczas wojen wewnętrznych wyróżnili się odwagą i męstwem w bitwie lub wyjątkowym bohaterstwem. Składał się z trzech stopni złotych i trzech stopni srebrnych przeznaczonych dla oficerów, a także jednego stopnia brązowego dla podoficerów i szeregowych.

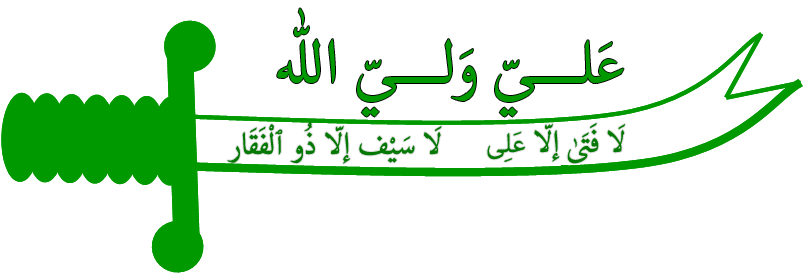
Symboliczny wizerunek Zulfikara z charakterystyczną, rozdwojoną na końcu głownią i napisami w języku arabskim: „Ali jest przyjacielem Allaha” ponad mieczem oraz „Nie ma bohatera nad Alego, nie ma miecza nad Zulfikar” wzdłuż klingi

Reza Szah Pahlawi po kolejnej zmianie nazwiska i objęciu władzy jako nowy król (po usunięciu z tronu poprzedniego szacha i wygnaniu go z kraju), ustanowił 10 kwietnia 1925 Order Zulfaghara (Nešān-e Zu’l-faqār), który chociaż był zmodyfikowaną wersją odznaczeń z 1856 i 1922, w przeciwieństwie do nich nie miał charakteru pamiątkowego ani jednorazowej nagrody. Był odznaczeniem posiadającym dokładnie sprecyzowane w specjalnym regulaminie zasady nadawania, a jego otrzymanie wiązało się z dodatkowymi przywilejami finansowymi, dziedziczonymi przez rodzinę odznaczonego w przypadku jego śmierci. Nagradzani nim mogli być wyłącznie irańscy wojskowi za akty wyjątkowej odwagi, obrażenia otrzymane podczas walki lub pośmiertnie, jeśli zgon nastąpił podczas służby wojskowej dla szacha. W przeciwieństwie do Orderu Sepaha, Order Zulfaghara mógł być przyznawany wyłącznie w przypadku wojen toczonych z zagranicznymi państwami.

## Zasady nadawania
Odznaczeniem nagradzano żołnierzy, którzy podczas działań wojennych prowadzonych przeciwko innym państwom na lądzie, morzu lub w powietrzu, wyróżnili się niezwykłymi czynami lub niespotykaną odwagą, oraz oficerom, których dowodzenie przyniosło bardzo dobre wyniki.
Nagradzano za następujące czyny dowódcze:
- przechwycenie lub zniszczenie najważniejszego sektora wrogiej armii,
- zmuszenie przeciwnika do odwrotu lub zajęcia gorszej pozycji na polu walki,
- taktyczne przełamanie linii nieprzyjaciela oraz zniszczenie jego armii.

## Podział odznaczenia

### Lata 1925–1949

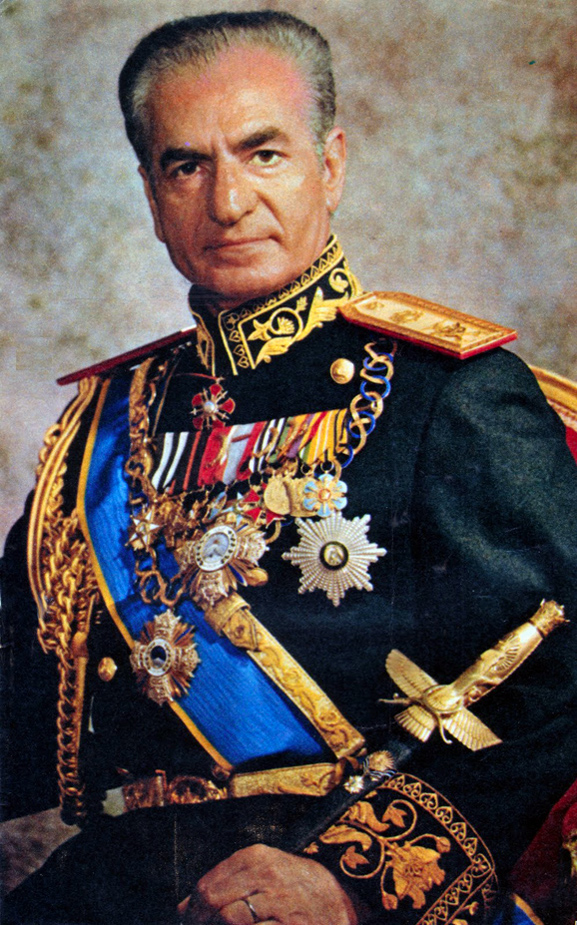
Mohammad Reza Pahlawi w 1973 w mundurze galowym. Widoczna jest gwiazda I klasy specjalnej (z lewej strony) oraz odznaka IV stopnia I klasy (jako pierwsza z prawej w szeregu innych medali)

Początkowo odznaczenie dzieliło się na dwie klasy: 
- I klasa – Order Zulfaghara (Nešān-e Zu’l-faqār) – order przeznaczony dla oficerów; dzielił się na cztery stopnie[1][2]:
  - I stopień – odznaka wieszana na wstędze z kokardą wiązanej wokół szyi; duża gwiazda orderowa i noszona na lewej piersi; dodatkowa odznaka w kolorze czerwonym
  - II stopień – odznaka wieszana na wstędze wiązanej wokół szyi; mała gwiazda orderowa noszona na lewej piersi o średnicy 5 cm
  - III stopień – odznaka wieszana na wstędze wiązanej wokół szyi
  - IV stopień – odznaka noszona na wstążce wśród innych medali na piersi, zazwyczaj na lewej kieszeni munduru
- II klasa – Medal Zulfaghara (Medāl-e Zu’l-faqār) – medal nadawany podoficerom i szeregowcom, którego godło było nieco mniejsze niż w II klasie, wieszane było na wstążce umocowanej do lewej kieszeni munduru, na pierwszym miejscu przed innymi medalami; podzielony był na 2 stopnie[1][2][8]:
  - I stopień – medal brązowy
  - II stopień – medal niklowy

### Lata 1949–1979
Po nieudanym zamachu na szacha Mohammada Rezę Pahlawiego w lutym 1949, stworzył on dodatkową, najważniejszą klasę specjalną, przy zostawieniu pozostałych klas i stopni w dotychczasowej formie:
- I klasa specjalna – Wielka Wstęga Zulfaghara (Hamāyel-e Zu’l-faqār) – noszona wyłącznie przez szacha; jej insygnia składały się z dużej gwiazdy orderowej noszonej na lewej piersi (ustępująca pierwszeństwa gwieździe Orderu Pahlawich) oraz odznaki powieszonej na wstędze zwisającej z prawego ramienia do lewego boku
- I klasa
  - I stopień – odznaka na wstędze szyjnej, czerwona odznaka i gwiazda
  - II stopień – odznaka na wstędze szyjnej i gwiazda
  - III stopień – odznaka na wstędze szyjnej
  - IV stopień – odznaka na wstążce
- II klasa
  - I stopień – medal brązowy na wstążce
  - II stopień – medal niklowy na wstążce

## Przywileje odznaczonych
Odznaczonym przysługiwało dożywotnie prawo do noszenia munduru i oznak wojskowych. Mieli też prawo do dodatków finansowych, które w przypadku ich śmierci otrzymywali ich spadkobiercy przez okres pięciu lat:
- odznaczeni I stopniem I klasy: dwunastokrotność rocznego wynagrodzenia zasadniczego,
- odznaczeni II stopniem I klasy: sześciokrotność rocznego wynagrodzenia zasadniczego,
- odznaczeni III stopniem I klasy: sześciokrotność rocznego wynagrodzenia zasadniczego,
- odznaczeni IV stopniem I klasy: trzykrotność rocznego wynagrodzenia zasadniczego,
- odznaczeni ponownie I stopniem II klasy: dziewięciokrotność rocznego wynagrodzenia zasadniczego,
- odznaczeni ponownie II stopniem II klasy: siedmiokrotność rocznego wynagrodzenia zasadniczego,
- odznaczeni I stopniem II klasy: pięciokrotność rocznego wynagrodzenia zasadniczego,
- odznaczeni II stopniem II klasy: trzykrotność rocznego wynagrodzenia zasadniczego.

## Wygląd insygniów

### Odznaki
Godło odznaki składało się z pięcioramiennej gwiazdy, z umieszczonym wewnątrz okręgiem z wizerunkiem siedzącego Alego, pod gwiazdą umieszczono dwa skrzyżowane Zulfikary, a przestrzeń między nimi i ramionami gwiazdy wypełniały promienie. Odznaka była wykonana ze złota we wszystkich stopniach. W okresie późniejszym wnętrza pięciu promieni emaliowano na biało, a wewnątrz dysku umieszczono ilustrację popiersia Imama Alego. W I klasie specjalnej cała odznaka emaliowana była na jasną zieleń, z pozostawieniem złotych krawędzi wszystkich jej elementów składowych. Dodatkowa odznaka I klasy miała krawędzie elementów składowych malowane na czerwono.

### Gwiazdy orderowe
Gwiazda orderowa miała kształt ośmiopunktowej, wykonanej ze srebra gwiazdy, składającej się z 16 krótkich, 16 średnich i 8 długich promieni, które w przypadku I klasy specjalnej i I stopnia I klasy wysadzane były 4-, 5- lub 6-cioma diamentami w zależności od długości promienia. W II stopniu I klasy promienie były srebrne, bez diamentów. Wewnątrz umieszczony emaliowany dysk z wizerunkiem siedzącego na ziemi Alego, na tle błękitnego nieba, dysk obramowany był ciemnozielonym okręgiem ze złotymi krawędziami.

### Medale
Wykonane były z jednolitego, okrągłego kawałku brązu lub niklu (w zależności od stopnia), zawieszonego na wstążce wiązanej na sposób francuski (jak np. w przypadku wstążki krzyża kawalerskiego Legii Honorowej), za pomocą niewielkiej zawieszki w kształcie kółeczka. Na awersie miały wizerunek pięcioramiennej gwiazdy, wewnątrz której znajdował się okrąg z napisem „ODWAGA”, pod którą umieszczono dwa skrzyżowane Zulfikary, a przestrzeń między nimi i ramionami gwiazdy wypełniały promienie. Na rewersie widniał symbol władców Iranu – lew i słońce (podobnie jak w Orderze Lwa i Słońca) oraz otaczające go liście palmowe lub dębowe ze skrzyżowanymi łodygami u dołu.

### Wstęga, wstążki i baretki
Wstęga orderowa I klasy specjalnej była szeroką szarfą uszytą z jedwabiu, składającą się z pięciu pasów w dwóch kolorach umieszczonych na przemian: czarny-biały-czarny-biały-czarny.
Wstążki I i II klasy również uszyto z pięciu pasków (każdy miał 5 mm szerokości), w dwóch kolorach umieszczonych na przemian, zastępując kolor biały niebieskim: czarny-niebieski-czarny-niebieski-czarny.
Baretka odznaczenia wszystkich stopni I i II klasy miała taką samą kolorystykę (czarny-niebieski-czarny-niebieski-czarny). W I stopniu I klasy posiadała dodatkowe okucie w kształcie zakrzywionego miecza o rozdwojonym ostrzu.

## Odznaczenie w Republice Islamskiej
Odznaczenie o tej samej nazwie, lecz odmiennym kształcie i strukturze (jednostopniowe) zostało ustanowione w Republice Islamskiej, jako najwyższa nagroda wojskowa Republiki. Do chwili obecnej (wrzesień 2020) odznaczenie nadano jedynie raz: Otrzymał je gen. Ghasem Solejmani w marcu 2019 roku. 

### Insygnia
Oznakę stanowi ośmioramienna srebrna, pozłacana gwiazda z powtarzającym się słowem ذوالفقار (Zulfaghar). Pośrodku gwiazdy umieszczony jest kwadratowy turkus. Odznaczenie jest zawieszone na zielonej wstążce przy pomocy srebrnej prostokątnej zawieszki z rombem z godłem Republiki. Baretka jest zielono-biało-zielona, z godłem Republiki i skrzyżowanymi mieczami pośrodku.